# Прудово (Ивановская область)
Пру́дово — деревня в Палехском районе Ивановской области. Находится в Раменском сельском поселении.

## География
Находится в 6,3 км к северу от Палеха (12,1 км по автодорогам).

## Население
| 1859 | 1905 | 2010 |
| ---- | ---- | ---- |
| 228  | ↘74  | ↘8   |

По данным Всероссийской переписи населения 2002 года в деревне Прудово Подолинского сельсовета проживали 20 человек, преобладающие национальности — русские (60%), чуваши (35%).